# 윤미지
윤미지(1988년 8월 27일 ~ )는 전 대한민국의 농구 선수며, 포지션은 포인트 가드다.

## 경력
수원대학교를 졸업하고 신한은행에 수련선수로 입단하였다. 2010-2011 시즌에 팀의 우승에 공헌하였고, 대학 출신으로는 최초로 신인왕에 올랐다. 이후로도 백업 가드로 활약하였고, 퓨처스리그에서 트리플 더블을 기록하였다.